# Sensitized
Sensitized (Sensiblizada) es una canción dance-pop interpretada por la cantante australiana Kylie Minogue para su álbum de estudio X. La música contiene los samples Bonnie and Clyde (loop escuchado a lo largo de la música) y Requiem pour un Con (se oye durante la intervención de una guitarra eléctrica) de Serge Gainsbourg . Para la adaptación se requirió un cambio de diferentes instrumentos como los sonidos de primera plana, poniendo un notable tono bajo en la música. La guitarra y los gritos característicos de la música original quedó para la versión de Kylie Minogue. 
En KylieX2008, es presentada y forma parte del acto Naughty Manga Girl.

## Estructura
La diferencia de letra entre la versión original y la versión de Kylie Minogue es mucha. La letra de Bonnie and Clyde tiene un mensaje más sombrío sobre los acometidos que hicieron Bonnie and Clyde, mientras que la versión de Minogue tiene un mensaje sensual, de coqueteo, característico de las músicas de Kylie Minogue.

### Letra
La letra está escrita en inglés, en primera persona y en un formato de verso-puente musical-estribillo. La letra está cargada exclusivamente, de manera indirecta, sobre un acto sexual, que a través de metáforas trata de explicarlo. Por ejemplo, «...you keep blowing my fuse» —en español: Logras subir mi calor—, explica sobre un placer intenso.

### Música
La estructura musical usa un ritmo de crescendo en un bajo de fondo, resultado de un teclado bajo, con una mezcla de guitarra acústica. El compás consiste básicamente en golpe-tres bajos in crescendo-desliz lento. Se puede escuchar bombos enfáticos y una guitarra eléctrica durante el verso. Más bien, existe dos tipos de bajos en la música: uno es el bajo de teclado y otro de algún instrumento de viento de bajos prolongados y profundos, apreciable durante el estribillo y la introducción de preludio. Durante el estribillo de «I'm sensitized tonight and you can watch me come alive» es mucho más saltante la guitarra eléctrica.
La música también se caracteriza de repetitivos gritos de «uh-ah-tutu», usadas originalmente en Bonnie and Clyde de Serge Gainsbourg.
En la versión de Christophe Willem, el bajo de la introducción prelúdica es más notable. La composición sonora es más electrónica, con golpes destemplados de bombos, y un fluido musical electrónico al finalizar el primer corillo. Los «uh-ah-tutu» también es usado en esta versión.

### Diferencia en la letra

#### Sensitized
| Idioma Original Cos I can't hold back the minute I try Baby you trip the switch and I'm sensitized Every touch whatever you do baby you trip the switch I turn on for you I turn on for you. | En español No puedo retroceder al minuto que intente Querido, tocaste el punto y quede sensibilizada Cada caricia que tu haces. Tu tocaste el punto Y me caliento para ti |

#### Bonnie and Clyde
| Idioma original Vous avez lu l'histoire De Jesse James Comment il vecut Comment il est mort Ca vous a plus hein Vous en d'mandez encore Et bien Ecoutez l'histoire De Bonnie and Clyde | Español Habrás leído la historia de Jesse James Cómo vivió Cómo murió y otras cosas más Lo quieres escuchar nuevamente Bien Escuche la historia de Bonnie y Clyde |

## Versiones oficiales
| N.º | Título                                | Escritor(es)                                 | Productore(s)              | Duración |  |
| 1.  | «Sensitized» (versión álbum1)         | Guy Chambers, Cathy Dennis, Serge Gainsbourg | Chambers, Dennis           | 3:56     |  |
| 2.  | «Sensitized» (Discoboy's Radio Edit2) |                                              | Guy Chambers, Cathy Dennis | 3:31     |  |
| 3.  | «Sensitized» (versión KylieX20083)    |                                              |                            | 4:02     |  |
| 4.  | «Sensitized» (Instrumental4)          |                                              |                            | 3:56     |  |

- (1) Publicada físicamente y digitalmente en el álbum de estudio X
- (2) Presentada en The Kylie Show
- (3) Esta versión no fue publicada en ningún álbum de estudio o compilación. Está incluido exclusivamente como "background" en KylieX2008 Esta se caracteriza por contener un ritmo diferente al final
- (4) Esta versión no fue publicada en ningún álbum de estudio o compilación. Es mostrada como un soundtrack "incompleto" en 12 Hours del DVD Kylie Live: X2008. Aunque se muestre incompleta, infiere que dure igual que la versión álbum.

## Performances y videos
Aunque no tuvo un video musical, Sensitized fue representado en dos ocasiones. La común es que en sus dos únicas representaciones el color rojo es un elemento protagónico.

### The Kylie Show
Sensitized fue representada por Minogue cabalgando un toro mecánico, con una ronda coreográfica de chicas semidesnudas bailando al ritmo de la música. 
Curiosamente, en diciembre de 2001, Minogue sale en un comercial de la compañía de lencería Agent Provocateur llamado Proof, cabalgando un toro mecánico y con un contenido muy sensual. Este comercial fue presentado en algunos cines en el mencionado año.

### KylieX2008
Durante KylieX2008, la música fue representada por una proyección de video. Muestra un washitsu, carente de tatami, iluminado en un básico color rojo, biombos blancos y lámparas al estilo japonés. Durante el verso, solo es visible ese cuadro. Cuando llega el corillo, Kylie Minogue aparece en un resplandor vestida como una geisha, con traje ninja y un tocado maiko en el cabello. Durante ese lapso, baila y gatea sensualmente por el suelo.
Al mismo tiempo, en la representación en vivo, Minogue está sentada en un clase de cama circular, bajo un dosel de metal de donde cuelgan acróbatas. Y frente al escenario, están bailarinas haciendo movimientos sensuales.

## Comentarios
Sensitized es una curisiodad del disco, en tanto es una canción basada en Bonnie & Clyde de Serge Gainsbourg, cantada en los 70's por Brigitte Bardot (icono inspirador de algunas facetas de Kylie), que bien podría pasar por una canción creada para la propia Kylie. Aunque no todos los arreglos son ideales (los “uuuuuhh” no llegan a convencer), resulta en una canción sorprendente del disco..
PUCP

## Sensitized En Duo Avec Kylie Minogue
Sensitized En Duo Avec Kylie Minogue' es la nueva versión de Sensitized integrada en el segundo álbum Caféine, de Christophe Willem. En esta versión, Willem dio un espacio al idioma francés, el idioma oficial de su antecedente Bonnie and Clyde. 
En esta nueva versión se agrega nuevas líneas. Y la calidad de sonido aumenta en comparación con el Sensitized original.